# Jordan Knight
Jordan Nathaniel Marcel Knight (Worcester, 17 maggio 1970) è un cantautore e personaggio televisivo statunitense.
È membro del gruppo New Kids on the Block ed è attivo anche come solista.

## Biografia

### New Kids on the Block
Nato in Massachusetts, ha preso parte a 14 anni alla boy band New Kids on the Block grazie al produttore Maurice Starr. Il gruppo ha venduto milioni di copie nel mondo e ha tracciato la strada ad altre boy band come Backstreet Boys ed NSYNC. Il gruppo si è sciolto nel 1994, per poi riunirsi nel 2008.

### Carriera solista
Nel 1999 ha pubblicato il suo primo singolo da solista, Give It to You, che ha riscosso un ottimo successo. L'album eponimo Jordan Knight è uscito nel maggio 1999 per la Interscope Records e contiene una collaborazione con il quasi esordiente Robin Thicke.
Nel 2004 pubblica un album di remix, mentre nel 2005 pubblica un EP dal titolo The Fix. Nel settembre 2006 esce il successivo album Love Songs. Nel singolo Say Goodbye partecipa Deborah Gibson. Nel maggio 2011 è la volta di Unfinished, suo terzo album solista. Nel 2014 realizza un album collaborativo con Nick Carter (membro dei Backstreet Boys).

## Televisione
Ha avuto in televisione diversi ruoli da attore a giudice di talent. In questa seconda veste ha preso parte a American Juniors e a Cover Me Canada.

## Vita privata
Knight è divorziato

## Discografia

### New Kids on the Block
- New Kids on the Block (1986)
- Hangin' Tough (1988)
- Merry, Merry Christmas (1989)
- Step by Step (1990)
- No More Games: The Remix Album (1991)
- H.I.T.S. (1991)
- Face the Music (1994)
- Greatest Hits (1999)
- The Block (2008)
- NKOTBSB (2011)
- 10 (2013)

### Solista
- Jordan Knight (1999)
- Love Songs (2006)
- Unfinished (2011)

### Album collaborativi
- Nick & Knight (2014) - con Nick Carter